# Aloha from Hawaii
Aloha from Hawaii ist ein Konzert von Elvis Presley aus dem Jahr 1973. Es war das erste via Satellit in zahlreiche Länder übertragene Konzert eines Solokünstlers. Darüber hinaus war es (zumindest bis 2018) das Solokonzert mit der größten internationalen Medienpräsenz. Die Erlöse in Höhe von 75.000 US-Dollar wurden der Kui-Lee-Krebsstiftung gespendet.

## Konzert der Superlative
Das einstündige Konzert fand am 14. Januar 1973 in der Honolulu International Center Arena (heutiges Neal S. Blaisdell Center) in Honolulu statt und wurde in 21 Länder übertragen. Erstmals wurde das Konzert eines Solokünstlers gleichzeitig in mehreren Ländern live ausgestrahlt – auf den Philippinen erreichte die Ausstrahlung eine Einschaltquote von über 90 %, in Hongkong 70 % sowie zwischen 70 und 80 % in Südkorea. Des Weiteren wurde das Konzert live auch nach Südvietnam, Australien und Japan ausgestrahlt. Zeitversetzt wurde es nach den USA, Kanada, Brasilien, Thailand, den Iran sowie in zehn europäischen Ländern (Bundesrepublik Deutschland, Frankreich, Spanien, Niederlande, Belgien, Schweden, Österreich, Schweiz, Dänemark und Norwegen) übertragen. Mit über 2,5 Millionen US-Dollar war es die bis dahin teuerste TV-Produktion.
Am 4. April 1973 wurde in den USA eine um fünf Songs längere Fernsehversion ausgestrahlt, die 51 % aller Amerikaner einschalteten – das entspricht 109 Millionen Zuschauern. Zum Vergleich: die erste Mondlandung sahen 125 bis 150 Millionen Amerikaner. Zusammengenommen sollen zwischen 1 und 1,5 Milliarden Zuschauer das Konzert – live, als zeitversetzte Übertragung oder als NBC-Zusammenschnitt gesehen haben. Diese globalen Zahlen werden angezweifelt, da die Gesamtbevölkerung der Länder, in denen das Konzert übertragen wurde, lediglich 831 Millionen betrug, und ein beträchtlicher Teil davon keinen Zugang zu einem Fernsehgerät hatte.

## Chronologie
- 4. September 1972: Auf einer Pressekonferenz, die zwischen der Dinner- und der Mitternachtsshow von Presleys 7. Las-Vegas-Engagement stattfindet, gibt RCA-Vorsitzender Rocco Laginestra im Beisein von Presley das geplante Konzert Aloha From Hawaii bekannt, das als erstes Unterhaltungs-Special in der Geschichte weltweit per Satellit übertragen werden soll. Man rechnet mit geschätzten 1,4 Milliarden Zuschauern. RCA Record Tours fungiert als Produzent des Medienereignisses.
- 20. November 1972: Presley gibt auf einer Pressekonferenz im Hawaiian Village Hotel auf Hawaii das Datum des Konzertes (14. Januar 1973) bekannt, das um 00:30 Uhr Ortszeit beginnen soll. Die Erlöse des Konzerts werden der Kui-Lee-Krebsstiftung gespendet. Presley überreicht einen Scheck in Höhe von 1.000 USD an die Stiftung, sein Manager und seine Plattenfirma geben ebenfalls je 1.000 USD.
- 7. Januar 1973: Der Kartenvorverkauf beginnt, wobei 4.000 der 6.000 Karten bereits vorbestellt waren, die restlichen 2.000 werden noch am selben Tag verkauft.
- 9. Januar 1973: Presley trifft auf Hawaii ein.
- 12. Januar 1973: Eine öffentliche Generalprobe (als Kostümprobe bezeichnet) findet statt, bei der ein komplettes Konzert durchgespielt und auch aufgezeichnet wird, vor allem um technische Probleme vor der Live-Übertragung auszumerzen und um für den Fall eines Problems während der Satellitenübertragung Ersatzbilder zu haben. Auch die 6.000 Karten für dieses Generalprobenkonzert sind innerhalb kürzester Zeit ausverkauft.
- 13. Januar 1973: Zur Generalprobe erscheint Presley in Zivilkleidung, letzter Soundcheck. Der Bürgermeister von Honolulu erklärt den Tag zum „Elvis Presley Day“.
- 14. Januar 1973: Um 00:30 Uhr beginnt das Konzert. Als Eröffnungsstück wird vom Orchester Also sprach Zarathustra von Richard Strauss gespielt, das zuvor als Soundtrack-Thema aus dem Film 2001: Odyssee im Weltraum einem breiten Publikum bekannt geworden war. Presley trägt den weißen „Aloha-Eagle“-Bühnenanzug mit Cape, der extra für dieses Konzert von Designer Bill Belew angefertigt wurde und auf Anregung Presleys mit dem zentralen Motiv des amerikanischen Adlers den Patriotismus des Entertainers symbolisiert. Die Show verläuft reibungslos, obwohl man noch zwei Stunden vor Showbeginn mit erheblichen Problemen bei der Stromversorgung zu kämpfen hatte. Unmittelbar nach der Show, sobald das Publikum den Saal verlassen hat, nimmt Presley fünf weitere Songs auf – Early Morning Rain und vier aus seinem Kinoerfolg Blue Hawaii (1961) –, die für die längere Version des TV-Specials in den USA gedacht sind, wo das Konzert am 4. April 1973 von NBC zur Hauptsendezeit ab 20:30 Uhr übertragen wird. Das Originalkonzert vom 14. Januar 1973 dauerte 01:04:18, die amerikanische Fernsehversion 01:16:39 Stunden.[8]

## Die Show
Presley gab eine Auswahl seiner bekannten Hits zum Besten, wie See See Rider, Burning Love, Steamroller Blues, Blue Suede Shoes, A Big Hunk o’ Love, Suspicious Minds, Can’t Help Falling in Love und An American Trilogy, ein Medley dreier Lieder aus dem 19. Jahrhundert (Dixie, All My Trials und The Battle Hymn of the Republic). Mit Balladen wie Something von den Beatles, I’m So Lonesome I Could Cry, It’s Over, Welcome to my World, I’ll Remember You und What Now My Love zeigte er die ganze Bandbreite seines künstlerischen Schaffens. Die Stücke in der Reihenfolge ihrer Darbietung:
- Also sprach Zarathustra
- See See Rider
- Burning Love
- Something
- You Gave Me a Mountain
- Steamroller Blues
- My Way
- Love Me
- Johnny B. Goode
- It’s Over
- Blue Suede Shoes
- I’m So Lonesome I Could Cry
- I Can’t Stop Loving You
- Hound Dog
- What Now My Love
- Fever
- Welcome to My World
- Suspicious Minds
- Introductions by Elvis
- I’ll Remember You
- Medley: Long Tall Sally/Whole Lotta Shakin’ Goin’ On
- An American Trilogy
- A Big Hunk o’ Love
- Can’t Help Falling in Love

Presley wirkte zu Beginn des Konzerts sichtlich nervös, was sich jedoch nach den ersten Songs legte. Der für seine dynamische Bühnenshow bekannte Entertainer bewegte sich für seine Verhältnisse recht verhalten während dieses Konzerts, der legendäre Elvis-Hüftschwung und die in den Siebzigern für ihn typischen Karateeinlagen wurden gezielt bei nur einigen Stücken angedeutet. Der Schwerpunkt der Show lag auf der gesanglichen Darbietung und porträtierte den gereiften Künstler.
Stimmlich präsentierte sich Presley in guter Form, vor allem bei der Interpretation moderner Balladen, die bei diesem Konzert im Vordergrund standen, während frühe Rock-’n’-Roll-Hits eher in den Hintergrund traten. Eine ganze Reihe der dargebotenen Titel (zum Beispiel I’m So Lonesome I Could Cry, I Can’t Stop Loving You) waren Klassiker des sogenannten „Nashville countrypolitan“-Stils. Presley wurde von den Musikern begleitet, mit denen er auch sonst auf Tournee war oder in Las Vegas auftrat:
- James Burton (Leadgitarre)
- Glen Hardin (Klavier)
- Ronnie Tutt (Schlagzeug)
- John Wilkinson (Rhythmusgitarre)
- Jerry Scheff (E-Bass)
- J. D. Sumner & the Stamps Quartet (Backgroundgesang)
- Kathy Westmoreland (Backgroundgesang)
- Charlie Hodge (Zweitstimme)
- The Sweet Inspirations (Backgroundgesang)
- Joe Guercio & his Orchestra

Für die Regie verantwortlich zeichnete Marty Pasetta. Laut Musikkritiker Dave Marsh sorgten Kameraeinstellung und Schnitttechnik vor allem bei der amerikanischen Fassung dafür, dass sich die Dynamik des Live-Konzerts nicht auf die Fernsehbildschirme übertragen ließ. Schaut man sich im Vergleich die in der Videoprojektion Elvis in Concert 2010 eingesetzten und modern präsentierten Sequenzen aus dem Aloha-Konzert an, so kann man Marshs Aussagen gut nachvollziehen.

## Veröffentlichungen auf Ton-/Bildträgern
Das Konzert erschien auf dem Doppelalbum Aloha From Hawaii Via Satellite, erreichte in den USA Platz eins sowohl der Pop- als auch der Country-Charts und war auch im Ausland sehr erfolgreich. Später erschien die Show zudem auf Video und DVD. In jüngster Zeit wurden diese neu aufgelegt, in verbesserter Ton- und Bildqualität und mit bis dahin teilweise unveröffentlichten Szenen. So findet sich auf einer DVD Deluxe-Edition u. a. der komplette Mitschnitt der Kostüm-/Generalprobe, in der Presley deutlich entspannter agierte. Die Deluxe-DVD wurde inzwischen mehrfach von der RIAA mit Platinum ausgezeichnet.